# Karl Prügel
Karl Prügel (* 13. April 1877 in München; † 6. Oktober 1955 ebenda) war ein deutscher Offizier, zuletzt Generalmajor der Wehrmacht.

## Leben
Nach dem Abitur am Wilhelmsgymnasium München trat Karl Prügel am 16. Juli 1896 als Fahnenjunker in das Bayerische 14. Infanterie-Regiment ein. Am 6. März 1898 wurde er im Bayerischen 2. Pionier-Bataillon zum Leutnant befördert. Es folgte am 15. September 1905 erst seine Beförderung zum Oberleutnant und am 25. August 1913 erhielt er das Patent zum Hauptmann. 1908 wurde er als Adjutant des Telegraphen-Detachments zur Fortifikation Ingolstadt versetzt und als Direktionsoffizier und Lehrer zur Artillerie- und Ingenieurschule kommandiert. Am 2. Juni 1915 übernahm Prügel die Führung des Funkerkommando 6 beim AOK 6.
In der Reichswehr wurde er Führer der Nachrichten-Abteilung 21. Vom Bayerischen Telegraphen-Bataillon 2 kam er in den Stab der Artillerieschule Jüterbog. Vom 1. Oktober 1923 an war er Kommandeur der Nachrichten-Abteilung 7 (München). Hier wurde er am 1. Februar 1925 Oberstleutnant. Das Kommando gab er Ende Januar 1928 an Bernhard Rust ab. Anschließend wurde Prügel mit dem Charakter als Oberst aus der Reichswehr verabschiedet.
Am 1. Oktober 1933 trat er erneut in die Reichswehr ein und wurde zum Wehrkreis VII (München) kommandiert und begann ein Studium. Am 30. September 1938 schied er erneut aus der Armee aus.
Im gleichen Jahr promovierte Prügel mit dem Thema Die Diffusion von Quecksilber in Zinnfolien zum Dr.-phil.
Ab 19. Juli 1941 war er Kommandant der im Wehrkreis XIII (Nürnberg) neu aufgestellten Feldkommandantur 249. Vom 23. November 1941 war er, am 1. Januar 1942 zum Generalmajor z. V. befördert, bis 1. August 1942 Kommandant der Feldkommandantur 725. Zum 30. November 1942 wurde seine mobile Verwendung aufgehoben.